# Antarchaea numisma
Antarchaea numisma là một loài bướm đêm trong họ Noctuidae.